# Trip’sche Parkanlage

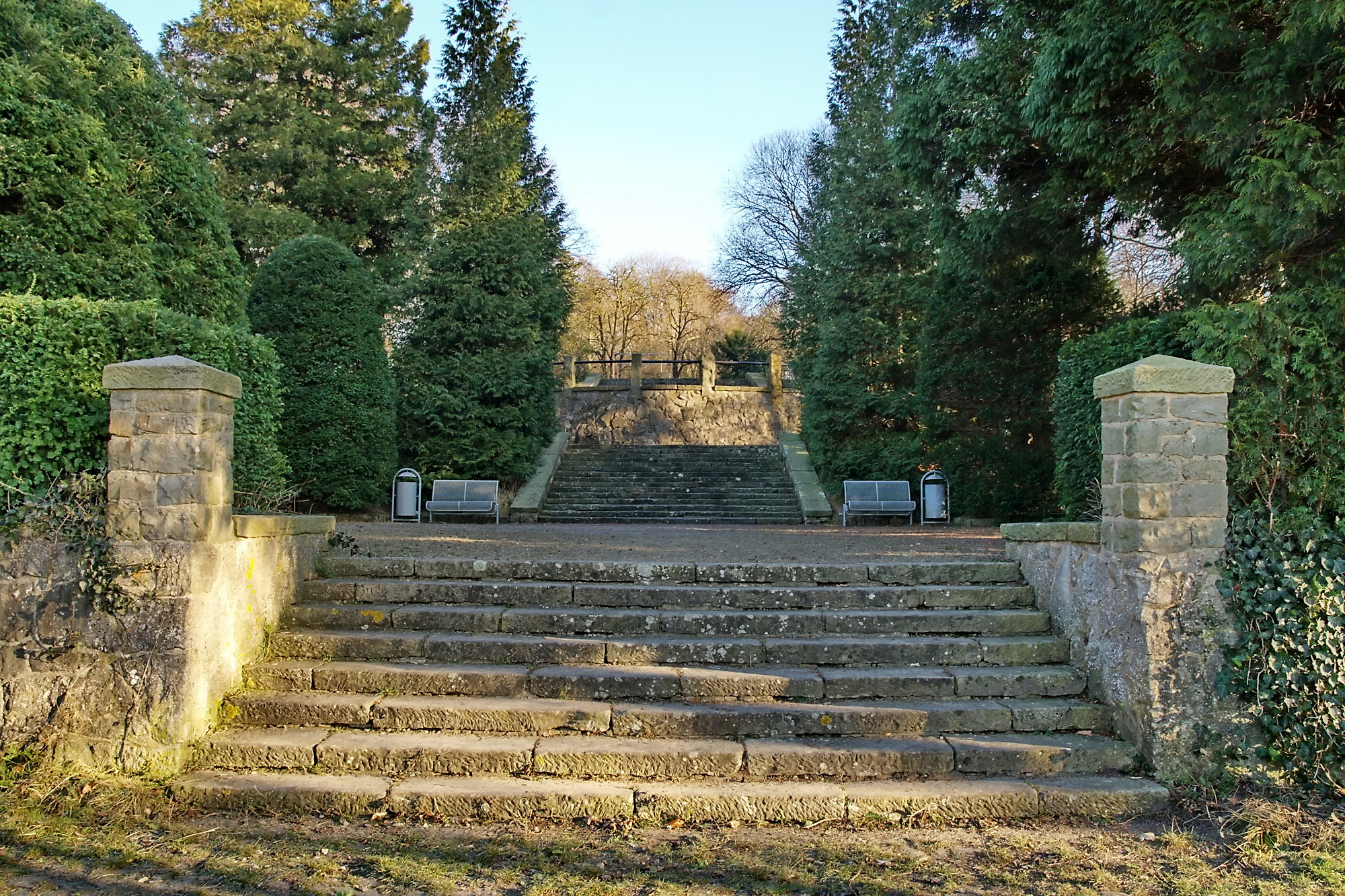
Freitreppe der Trip’schen Parkanlage

Die Trip’sche Parkanlage ist ein öffentlicher Park in Gehrden, der 1898 vom hannoverschen Gartenbaudirektor Julius Trip angelegt wurde. Er liegt auf dem Köthnerberg, einer Erhebung des Gehrdener Bergs. Die Parkanlage und die darin befindlichen Gebäude stehen als Ensemble heute unter Denkmalschutz.

## Beschreibung

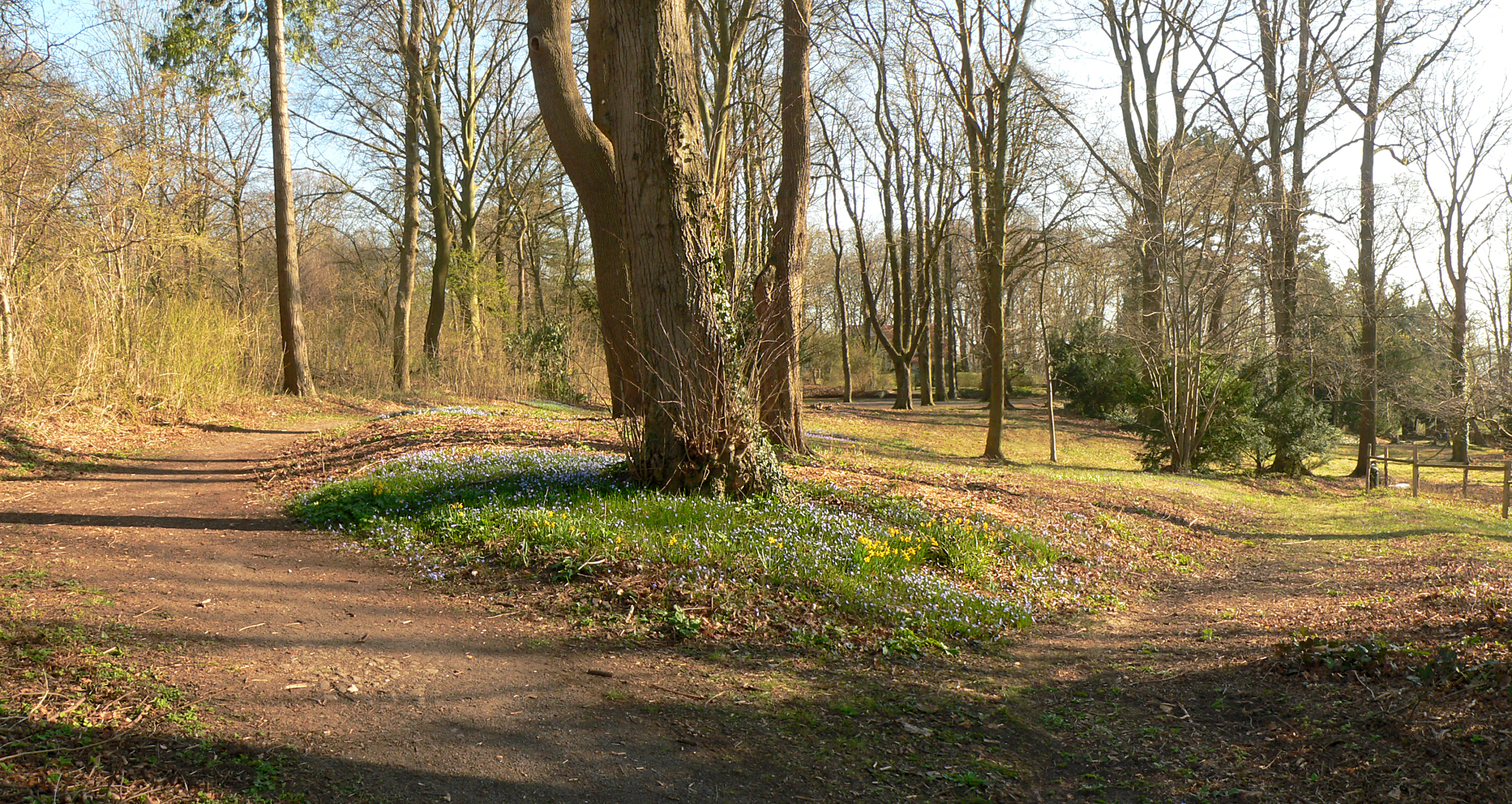
Wege in der Parkanlage

Der heute auf etwa 2,5 Hektar verbliebene Park ist mit seinen Stützmauern, Treppen, Terrassen, dem Hauptwegesystem und seinem Baumbestand in der ursprünglichen Form gut erhalten. Er weist Nischen in kleinen Gehölzgruppen, geschwungene Wege, Lichtungen und Rasenflächen auf. Von der Freitreppe ist ein Ausblick über das Calenberger Land in Richtung Deister möglich. Als ursprünglich etwa 14 Hektar großer englischer Landschaftsgarten mit einem 2,5 ha großen Barockteil ist er ein Beispiel für die Gartenkunst des „Gemischten Stils“, die im 19. Jahrhundert zeittypisch war.

## Geschichte

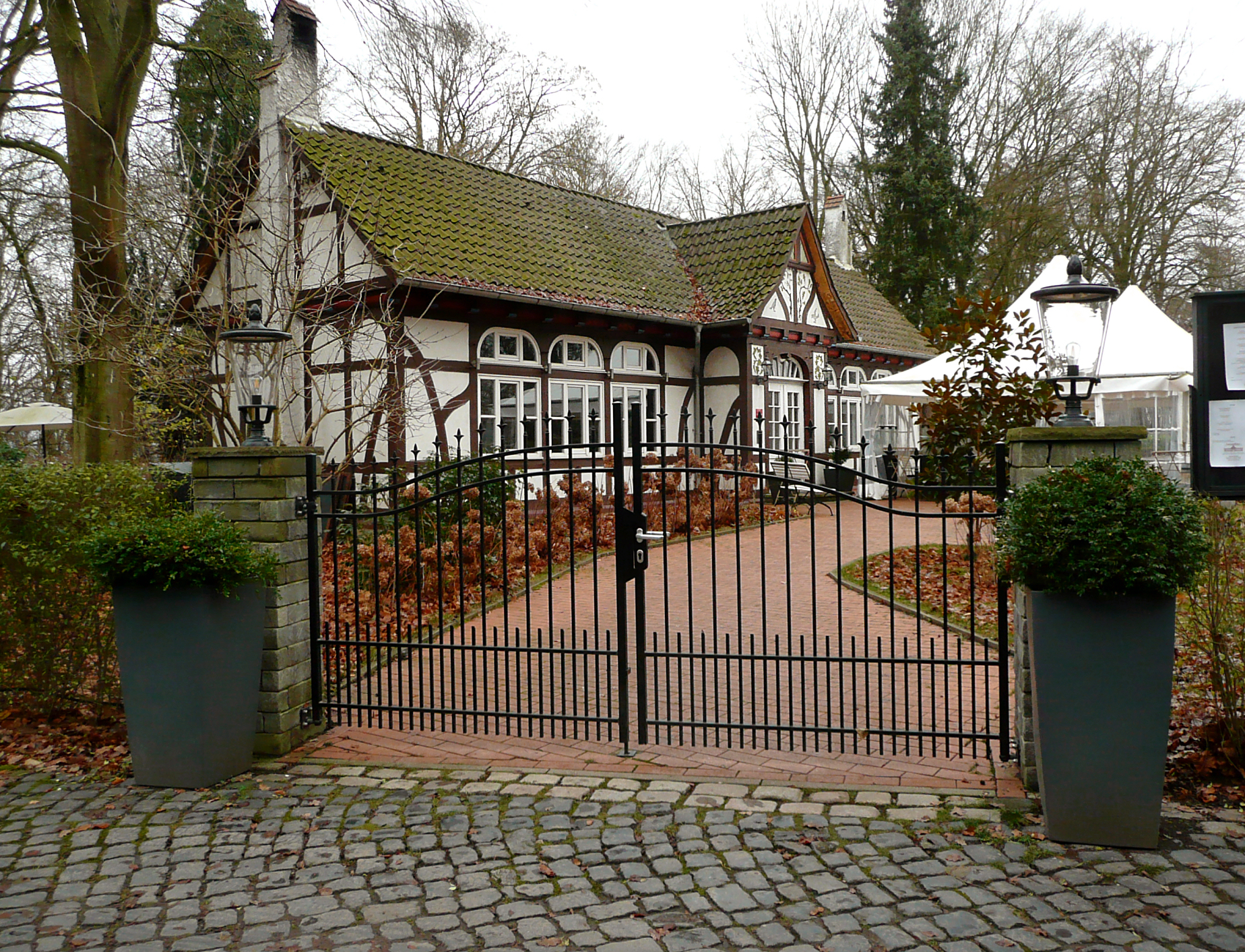
Das heutige Berggasthaus Niedersachsen, 2024

Die Parkanlage wurde 1898 im Auftrag der Straßenbahn Hannover (ab 1921: ÜSTRA) nach Entwürfen von Julius Trip angelegt. Eingebettet war das ebenfalls 1898 erbaute Berggasthaus Niedersachsen. Die Ausflugsgaststätte war ein beliebtes Ziel für die Bewohner der nahe gelegenen Großstadt Hannover. Sie reisten mit der Straßenbahnlinie 10 an, die als Zweiglinie vom Gehrdener Betriebshof bis auf den Berg hochführte. Die Bahn hielt vor der Freitreppe unmittelbar unterhalb des Berggasthauses. Es wurde 1955 oder 1959 wegen Baumängeln abgerissen. Zu den beiden erhalten gebliebenen Nebengebäuden gehört die frühere Stuhlremise, in der sich der heutige Gastronomiebetrieb Berggasthaus Niedersachsen befindet.
Ab 1991 wurde der Park mit Mitteln des Großraumverbandes Hannover instand gesetzt und ging 2008 in den Besitz der Stadt Gehrden über.
Die 2023 gegründete Bürgerstiftung Gehrden führt regelmäßig Pflege- und Säuberungsmaßnahmen im Park durch.